# Горнобродчани
Горнобродчани или горноброждени се наричат жителите на сярското село Горно Броди (на гръцки Ано Вронду), Гърция.

### Родени в Горно Броди
А – Б – В – Г – Д —
Е – Ж – З – И – Й —
К – Л – М – Н – О —
П – Р – С – Т – У —
Ф – Х – Ц – Ч – Ш —
Щ – Ю – Я

### А
- Андрей Хърлев, български революционер
- Аргир Калъчев (1896 – 1958), български художник
- Атанас Георгиев, доброволец в четата на Иван Атанасов – Инджето през Сръбско-българската война в 1885 година[1]
- Атанас Иванов Бацалов (1912 – ?), български просветен деец, в 1938 година завършил физика в Софийския университет[2]
- Атанас Ников (1858 – 1906), български общественик, книжар и революционер
- Атанас Павлов, доброволец в четата на Иван Атанасов – Инджето през Сръбско-българската война в 1885 година[1]
- Атанас Свещаров (1847 – 1930), четник в четата на Христо Ботев

### Б
- Богдан Думков (1912 – 2004), български офицер, генерал-майор от Държавна сигурност и деец на ВМРО (обединена)

### Г
- Георги Баждаров (1881 – 1929), български революционер и журналист
- Георги Бързев, български революционер от ВМОРО, четник на Никола Груйчин[3]
- Георги Величков Сивков (1909 – 1964), български военен
- Георги Думков (1871 – след 1943), български революционер
- Георги Зимбилев (Зюмбюл войвода) (1847 – 1880), български хайдутин и революционер
- Георги Леонтиев (Георгиос Леотнидис), гръцки агент (трети клас) на гръцка андартска чета в Македония[4]
- Георги Ников (1898 – 1924), български революционер и деец на БЗНС
- Георги Орахов, български революционер, деец на ВМРО, убит от комунистите след 1944 година[5]
- Георги Посерото (1840 – ?), български хайдутин
- Георги Сотиров Дукимов (1926 – 2021), македонист и активист на ОМО Илинден-Пирин
- Георги Тодоров Хуклев (1912 – ?), български юрист, в 1939 година завършил право в Софийския университет[6]
- Георги Радев (1857 – 1942), български революционер
- Георги Рачков (1892 – 1931), български революционер от ВМРО

### Д
- Димитър Димитров Андреев (? – 1918), български военен деец, младши подофицер, загинал през Първата световна война[7]
- Димитър Палянков, четник на ВМОРО, загинал с Гоце Делчев в сражението при Баница на 4 май 1903 г.[8]
- Димитър Пасков (1914 – 1986), български фармаколог
- Димитър Попиванов (Димитриос Папайоану), деец на гръцката въоръжена пропаганда в Македония[9]
- Димитър Костадинов Петров (? – 1912), български военен деец, капитан, загинал през Балканската война[10]
- Димитър Радев, доброволец в четата на Иван Атанасов – Инджето през Сръбско-българската война в 1885 година[1]
- Димитър Трендафилов (1881 – 1907), български революционер
- Димитър Четинов (? – 1923), български революционер, бежанец в Неврокоп, убит от дейци на ВМРО при междуособиците в революционното движение[11]
- хаджи Димко Хаджииванов (ок. 1813 – 1906), български възрожденски общественик
- Димко Халембаков, български майстор часовникар и общественик
- Димо Хаджидимов (1875 – 1924), български революционер
- Динко Георгиев Динков (1903 – ?), интербригадист[12]
- йеромонах Дионисий Москов (1834 – ?), български духовник и общественик

### Е
- Екатерина Жилева (1894 – 1987), българска учителка и революционерка

### И
- Иван Арменов (1904 – ?), български комунист
- Иван Жилев (1861 – 1907), български революционер
- Иван Кръстев (1874 – ?), български духовник, завършил в 1896 година Киевската духовна академия,[13] учител по богословие във Варненската мъжка гимназия[14]
- Иван Михайлов, български революционер, деец на ВМОРО, умрял в затвора[15]
- Иван Михалев Палейков, български революционер[16]
- Иван Стамов (1903 – ?), български революционер, деец на БКП и ВМРО (обединена)
- Иван Сматракалев (1878 – 1946), български революционер
- Иван Хаджидимов (ок. 1840 – 1940), български духовник
- Иван Хаджимитров (Ιωάννης Χατζηδημητρίου), гръцки андартски деец, името му носи улица в Сяр[17]

### К
- Кръстьо Белев (1908 – 1978), български писател

### Л
- Лазар Янков Сакъзов (1882 – 1916), български военен деец, подпоручик, загинал през Първата световна война[18]
- Левтер Георгиев Спиров (1919 – ?), български просветен деец

### М
- Марин А. Гарджев (1 март 1903 – ?), български комунист
- Михаил Брожданчето, четник на ВМОРО[19]
- Михаил Георгиев, доброволец в четата на Иван Атанасов – Инджето през Сръбско-българската война в 1885 година[1]
- Михаил Скендеров (1888 – 1930), български революционер

### Н
- Никола Ванчев (1892 -?), български дипломат и филолог
- Никола Атанасов Грамадников (р. ноември 1924), партизанин от Пета прилепска бригада[20]
- Никола Димков (1859 – 1937), български общественик
- Никола Карев, български революционер, деец на ВМОРО, умрял след 1918 г.[21]
- Никола Хърлев (1873 – 1931), български революционер
- Никола Шкутов (1861 – 1932), български духовник
- Никола Шуманов (1904 -?), емигрант в Неврокоп, България от 1913 г., член на БКМС от 1920 година и на ВМРО (обединена) от 1931 година[22]

### П
- Петър Георгиев, български революционер
- Петър Златанов, доброволец в четата на Иван Атанасов – Инджето през Сръбско-българската война в 1885 година[1]
- Петър Котов, музиколог и диригент, работил в САЩ
- Петър Г. Стамболиев, български революционер, деец от ВМОРО, имигрант във Видин[23]
- Петър Стойков, български поет, публицист и революционер, деец на ВМОК, умрял в затвора[15]

### С
- архимандрит Серафим Алексиев (1912 – 1993), български духовник[24]
- Славе Карамихайлов, български общественик и учен
- Стоян Кръстев, доброволец в четата на Иван Атанасов – Инджето през Сръбско-българската война в 1885 година[1]
- Стоян Рачков, български камбанолеяр

### Т
- Тасос Стамбулоглу (р. 1937), гръцки поет и литературен критик
- Тодор Д. Калин, български учител и общественик

### Ф
- Филип Поптодоров, български комунист

### Х
- Христо Маринов Искров – Горов (1908 – 1999), български комунист, есперантист

### Македоно-одрински опълченци от Горно Броди
- Ат. Иванов, жител на Ксанти, 4 рота на 5 одринска дружина[26]
- Атанас Балтаджиев, 43-годишен, Нестроева рота на 11 сярска дружина[27]
- Атанас Георгиев (Георгев), 32-годишен, четата на Крум Пчелински, 4 рота на 5 одринска дружина, носител на орден „За храброст“ IV степен[28]
- Атанас Димитров, 30-годишен, 3 рота на 9 велешка дружина[29]
- Васил Стамболиев, 24-годишен, Инженерно-техническа част, щаб на I бригада[30]
- Георги Бахамов, четата на Георги Занков[31]
- Георги Д. Бакалов, 26-годишен, 1 рота на 5 одринска дружина[32]
- Димитър Г. Белев, деец на ВМОРО, щаб и Нестроева рота на 6 охридска дружина,[33] жив към 1918 г.[15]
- Димитър Гагев (Гакев), 29-годишен, 1 рота на 5 одринска дружина[34]
- Димитър Георгиев, 28-годишен, Сярска чета,[35] починал през Междусъюзническата война[36]
- Димитър Занев, 21-годишен, 2 рота на 5 одринска дружина[37]
- Димитър Петров Джаров, 2 рота на 2 скопска дружина[38]
- Иван Атанасов (1886 – ?), 2 рота на 10 прилепска дружина[39]
- Иван Буклев, четата на Георги Занков[40]
- Иван Бухлев (1890 – ?), учител, 6 охридска дружина[41]
- Иван Великов (1892 – ?), 4 рота на 5 одринска дружина[42]
- Иван Величков (1869 – ?), 1 рота на 13 кукушка дружина[43]
- Иван Георгиев (1887 – ?), 1 рота на 10 прилепска дружина[44]
- Иван Карамихалев, четата на Георги Занков[45]
- Иван Ст. Бацанов, четата на Георги Занков[31]
- Иван Т. Къндев, 2 рота на 5 одринска дружина, носител на орден „За храброст“ IV степен[46]
- Илия Великов (1894 – ?), 1 рота на 5 одринска дружина, носител на орден „За храброст“ IV степен[47]
- Костадин Вълков, четата на Георги Занков[48]
- Кръсте Димитров, 4 рота на 15 щипска дружина, Сборна партизанска рота на МОО[49]
- Кръсто Джелеханов (1884 – ?), четата на Таско Спасов[50]
- Лазар Баханов, четата на Георги Занков[31]
- Марин Иванов (1884 – ?), четата на Крум Пчелински[51]
- Марин Искров (1885 – ?), четата на Крум Пчелински[52]
- Михаил Бялев, четата на Георги Занков[53]
- Никола Георгиев (1891 – ?), 4 рота на 5 одринска дружина[54]
- Никола Георгиев (? – 1913), 1 рота на 7 кумановска дружина, починал на 18 юни 1913 година[54]
- Никола Джаров, Лазарет на МОО[55]
- Никола Иванов, 4 рота на 5 одринска дружина[56]
- Никола Иванов (1889 – ?), 2 рота на 10 прилепска дружина[56]
- Никола Караманов (1887 – ?), 1 рота на 5 одринска дружина[45]
- Никола Кятипов (1886 – ?), четата на Крум Пчелински[57]
- Петър Георгев (1884 – ?), четата на Крум Пчелински[58]
- Петър Димов (1887 – ?), четата на Крум Пчелински[59]
- Петър Запрев, 24-годишен, 4 рота на 5 одринска дружина, четата на Георги Занков[37]
- Петър Иванов (1880 – ?), 2 и 4 рота на 5 одринска дружина[60]
- Петър Иванов (1889 – ?), 1 рота на 10 прилепска дружина[60]
- Петър Калъчев (Калячев, Калучев, 1885 – ?), 2, 3 и Нестроева рота на 5 одринска дружина[61]
- Симеон Г. Гайдов (Симо Д. Гайдов, 1886 – ?), четата на Георги Занков, 4 и 3 рота на 5 одринска дружина, носител на орден „За храброст“ IV степен[62]
- Спас Г. Дунков, живеещ в София, четата на Георги Занков, 4 рота на 5 одринска дружина[63]
- Стоян Алексев (Алексов), 20-годишен, 1 рота на 6 охридска дружина, загинал в Междусъюзническата война на 18 юни 1913 година при връх Редки буки[64]
- Стоян Ботушев, живеещ във Варна, четата на Георги Занков, 4 рота на 8 костурска дружина[65]
- Стоян Бухлев (1888 – ?), Инженерно-техническа част на МОО, Нестроева ротана 8 костурска дружина[66]
- Стоян Димитров, 4 и Нестроева рота на 5 одринска дружина[67]
- Стоян Димков (1886 – ?), четата на Георги Занков, 4 рота на 4 битолска дружина[68]
- Стоян Карамихайлов (1881 – ?), 3 рота на 14 воденска дружина[45]
- Стоян Кърпачев, четата на Георги Занков[69]
- Стоян П. Атанасов (1867 – ?), 6 охридска дружина[70]
- Тодор Атанасов, 28-годишен, Нестроева рота на 10 прилепска дружина[71]
- Христо Димитров, 44-годишен, 1 рота на 10 прилепска дружина[72]
- Христо Димков, 43-годишен, Нестроева рота на 10 прилепска дружина, носител на орден „За храброст“ IV степен[73]

## Други
- Слави Боянов (1915 – 2011), български философ, по произход от Горно Броди
- Христо Стамболиев (1884 – ?), български революционер, по произход от Горно Броди